# Kuthayyir ʿAzza
Kuthayyir ʿAzza, pseudonimo di Kuthayyir ibn ʿAbd al-Raḥmān (in arabo كثيّر عزّة‎?; Medina, 660 – 723), è stato un poeta arabo sciita.
Di lui si ricorda anche il nasab al-Mulaḥī (da Mulaḥ, sotto-tribù dei  K̲h̲uzāʿa) o Ibn Abī Jumʿa, dal nome del nonno materno. Comunemente viene chiamato Kuthayyir ʿAzza a causa di una donna da lui cantata che portava questo nome e che era figlia, appunto, di un tal Ḥumayl, della tribù dei Banu Dhamra. Fu un poeta arabo ʿudhrita del periodo omayyade, appartenente alla tribù dei B. Azd.
Risiedette in Hijaz ma fu anche in Egitto, per rintracciare la sua amata ʿAzza, lì portata dal marito geloso.
I suoi topoi letterari favoriti erano l'amore e il panegirico. Fu attivo presso le corti del Wali d'Egitto 'Abd al-'Aziz ibn Marwan e dei califfi Abd al-Malik ibn Marwan, Umar ibn Abd al-Aziz e Yazid II.
È indicato come simpatizzante del movimento ereticale della Kaysāniyya e simpatizzante dello sciismo, convinto del ritorno come Mahdi del figlio di ʿAlī ibn Abī Ṭālib, Muhammad ibn al-Hanafiyya.